# Lee Lim-saeng
Lee Lim-saeng (kor. 이임생; ur. 18 listopada 1971 w Inczonie) – południowokoreański piłkarz i trener, reprezentant kraju grający na pozycji obrońcy.

## Kariera klubowa
Jako piłkarz grał w takich klubach jak Jeju United FC, Bucheon SK i Busan I'Park.

## Kariera reprezentacyjna
Karierę reprezentacyjną rozpoczął w 1992. Został powołany na MŚ 1998. Po raz ostatni w reprezentacji zagrał w 2002, dla której wystąpił w 25 spotkaniach.

## Kariera trenerska
Jako trener pracował w Suwon Samsung Bluewings. Od 2010 do 2014 był trenerem klubu Home United F.C. Od 2015 trener Shenzhen Ruby.